# 춘천중앙시장
춘천중앙시장(春川中央市場) 또는 춘천낭만시장(春川浪漫市場)은 강원특별자치도 춘천시 중앙로2가 42-18에 위치한 상설시장으로 지상3층으로 되어있다. 춘천의 대표적 재래시장으로서 2002년부터 실시한 활성화 사업으로 현대화 모습을 갖추었으며, 한복, 가방, 신발, 의류, 가전, 귀금속, 각종 먹거리 등이 있는 시장이다. TV드라마 "겨울연가"의 인기로 일본 및 동남아 관광객들이 찾아옴에 따라 시장에서 소비자들을 위한 이벤트사업을 유치하고 있다. 한국관광공사가 뽑은 외국인이 가기 좋은 전통시장으로 선정되었다.

## 연혁

### 1952년 ~ 1980년
춘천중앙시장은 1952년 미군들에 의해 595개의 작은 점포들이 세워지면서 상설시장으로 거듭났다. 1960년에는 시장의 활성화를 위해 상인들이 땅을 구입해서 (주)춘천중앙시장을 발족시켰고 1,336평의 땅에 335개의 점포를 갖춘 시장으로 성장했다. 당시 춘천중앙시장은 군수 물품과 잡화를 파는 시장이었다. 시장과 가까운 근화동에 미군 기지가 들어오면서 미군을 중심으로 한 상권이 만들어진 것이다. 그러다가 1960년대에 화재를 겪고 난 뒤 1968년에 기존에 함석으로 지은 건물 대신 282개의 점포를 갖춘 지상 3층 철근 콘크리트 건물로 개축했다. 1970년대에 춘천이 강원도의 중심 도시로 성장하면서 춘천중앙시장은 춘천의 명동거리와 함께 춘천뿐만 아니라 인근의 춘성, 화천, 양구의 주민까지 찾아오는 시장으로 발전했다. 그때에도 춘천중앙시장에서는 한국전쟁의 흔적이 남아 있었는데, 바로 양키시장의 역사 때문이다. 한국전쟁 이후 미군 부대가 춘천 인근에 주둔하면서 미국 군인들이 쓰는 물건들이 시장으로 흘러들어오기 시작했다. 전쟁 이후 물자 수급 자체가 어려웠던 시절 초기에는 미군들이 사용하는 군복이나 군화 같은 의류와 껌과 초콜릿, 설탕, 커피, 잼 등이 상품의 주류를 이루었지만 점차 전자제품 등을 포함한 다양한 제품들이 판매되었다. 양키시장은 노점 형태로 시작되었다가 물건을 파는 사람들이 하나둘씩 늘면서 중앙시장의 한구석에 상설시장의 형태로 자리 잡았다. 한국 경제가 크게 성장하기 이전, 양키시장은 소위 ‘미제’라 불리는 질 좋고 튼튼한 물건들을 구입하기 위해 오는 사람의 발길로 활성화되었다. 그러나 경제 발전과 더불어 미국 제품에 대한 선망이 퇴색하기 시작했고 그만큼 양키시장은 규모가 급격히 약화되었으며, 현재는 시장의 북쪽 한구석에서 작업복을 주로 판매하는 곳으로 남아있다.

### 1980년 ~ 2000년
춘천중앙시장의 위기는 1980년대에 슈퍼마켓이 등장하고 인근의 제1공설시장이 제일백화점으로 탈바꿈하던 때에 찾아왔다. 제일백화점은 오늘날의 백화점과는 거리가 있지만 당시로서는 큰 반향을 일으켰다. 백화점의 약진은 시장의 쇠락과 직결되어 춘천중앙시장은 쇠퇴할 수밖에 없었다. 그러나 제일백화점 또한 이제는 현대식 백화점과 대형마트의 출현으로 생기를 잃은 채 제일시장이라는 이름으로 춘천중앙시장과 등을 맞대고 명맥을 유지하고 있다. 시장에 가장 큰 타격을 가져온 것은 역시 IMF의 한파가 밀어닥쳤을 때다. 춘천중앙시장의 경우 10여 곳 이상이 문을 닫고 매출액이 50% 이하로 떨어질 정도로 악화되었다. 이러한 사정은 다른 시장도 마찬가지여서 춘천남부시장은 당시 120여 개 점포 가운데 90개가 문을 닫았고, 하루 한 명의 고객도 찾아오지 않는 점포가 있을 정도로 최악의 상황으로 몰렸다.

### 2000년 ~ 현재
2000년대에 들어 시장 현대화 사업을 통해 부흥을 꾀하기 시작했다. 2002~2006년 사이, 시장의 주요 통로에 아케이드를 설치했고. 2010년에는 춘천중앙시장에서 ‘춘천낭만시장’으로 이름을 바꾸었다. 이름을 바꾼 배경에는 2009년 서울~춘천 고속도로가 개통되고 2010년 서울~춘천 간 전철이 개통되는 교통의 변화도 한몫했다. 수도권에서 접근하기가 훨씬 편리해지므로 춘천의 구봉산전망대, 공지천, 의암호, 소양댐과 청평사, 중도유원지 등을 찾는 이들이 많아지면 시장도 함께 도약의 계기를 맞으며 활성화되기를 바란 것이다.

## 낭만 FM 방송국
2015년 5월부터 시작한 장내 라디오 방송으로 매일 오후 5시부터 30분간 상인들이 소소한 일상을 담은 사연이 소개되며 전통시장 소통의 창구 역할을 맡고 있다.

## 주요 주변 시설
- 약사명동주민자치센터
- 제일중앙전통시장
- M백화점
- 춘천명동닭갈비골목
- 명동
- CGV 춘천명동
- 춘천지하상가
- 브라운5번가
- 중앙초등학교